# Södersund, Houtskär
Södersund är ett sund i Finland. Det ligger i landskapet Egentliga Finland, i den sydvästra delen av landet, 200 km väster om huvudstaden Helsingfors.
Södersund ligger mellan Jöutmo och Vaimo i norr och Lömsö i söder. Den ansluter till Djupfjärden i nordväst och har ett smalt utlopp (Kare sund) i öster.